# 다의어
다의어(多義語)는 하나의 단어에 여러 개의 뜻을 지닌 것을 말한다. 이 여러 뜻은 의미 상으로 서로 이어져 있어, 동음이의어와는 구분된다.
예를 들어 사슬의 기본 뜻은 '쇠로 만든 고리를 여러 개 죽 이어 만든 줄'이지만 억압이나 압박을 빗대는 말로도 쓰이고, 과학 용어로는 화학 구조식에서 여러 개의 원자가 한 줄로 이어진 짜임새를 뜻하도 한다.
또 다른 예로는 머리의 기본 뜻은 '사람이나 동물의 목 위 부분'이지만 생각하고 판단하는 능력, 머리에 난 털, 한자에서 글자의 윗부분, 단체의 우두머리, 사물의 앞이나 위, 어떤 때가 시작할 무렵 등을 뜻하기도 한다.

## 같이 보기
- 동음이의어
- 동의어
- 유의어
- 관용구
- 환유
- 의미 변화